# Viktor Alonen
Viktor Alonen (?, 21 de março de 1969) é um futebolista estoniano. É considerado um dos principais jogadores da história da ex-república soviética.

## Início

### Quase uma década no Flora
Nascido em 21 de março de 1969, Alonen estreou profissionalmente em 1992, no Flora Tallinn, clube onde atuou durante a maior parte de sua carreira. Em nove anos nos Listrados, foram 152 partidas (é o quarto atleta com mais partidas jogadas, atrás de Martin Reim, Marko Kristal e Teet Allas) e doze gols marcados. Antes de deixar o Flora, em fins de 2001, Alonen teve uma fugaz passagem por empréstimo pelo modesto Tervis Pärnu.

### A despedida do Flora
Alonen saiu do Flora no final da temporada 2001, para atuar no modesto Tulevik. Em dois anos, foram 74 partidas e seis gols.

### Narva Trans
Após tirar um "ano sabático" em 2003, Viktor, já veterano, assinou com o Narva Trans, mas esta passagem foi esquecível: em doze partidas, nenhum gol marcado.

### Kuressaare
Desiludido com a pífia atuação pelo Trans, Alonen foi contratado pelo FC Kuressaare. Com a camisa da equipe da ilha de Saaremaa, foram 88 partidas e sete gols - número alto para um veterano jogador da Estônia, à época.

### Jogador-treinador
Aos 38 anos, Alonen foi contratado pelo Türi Ganvix, inexpressiva agremiação da Segunda Divisão estoniana, que sem condições para contratar um treinador experiente, optou por fazer o defensor utilizar a dupla-função de jogador e treinador.

## Carreira pela seleção da Estônia
Viktor Alonen fez o seu debut pela Seleção Estoniana em 1992. Seu primeiro jogo foi contra a Eslovênia - era também a primeira partida da Estônia após a independência em relação à URSS. Até 2001, o defensor vestiu a camisa da Estônia em 71 oportunidades, mas não assinalou nenhum gol.
Alonen realizou a sua última partida pela seleção em 2001, contra a seleção de Portugal, válido pelas eliminatórias para a Copa de 2002. A Estônia, com um time limitado, não chegou nem perto da vaga para o Mundial da Ásia.